# ТЕС Гільєрмо Браун
38°4′9″ пд. ш. 62°24′50″ зх. д. / 38.06917° пд. ш. 62.41389° зх. д.
ТЕС Гільєрмо Браун (ісп. Central Termoeléctrica Guillermo Brown) – теплова електростанція поблизу аргентинського міста Баїя-Бланка.
У 2016 році на майданчику станції стали до ладу дві встановлені на роботу у відкритому циклі газові турбіни потужністю по 290 МВт. Первісно планувалось доповнити їх котлами-утилізаторами та паровою турбіною з показником у 300 МВт, що дозволило б створити енергоефективний блок парогазового циклу. Втім, станом на початок 2023-го цей план так і не реалізували.
ТЕС спорудили з розрахунку на використання природного газу, для подачі якого проклали перемичку завдовжки 2 км до розташованого поряд ГПЗ Хенераль-Серрі, через який проходять три потужні газопроводи. Також можливо відзначити, що у випадку нестачі ресурсу аргентинського походження можливе надходження палива через термінал для імпорту ЗПГ Баїя-Бланка.
Як резервне паливо використовують нафтопродукти, для отримання яких станція має власний причальний комплекс на естуарії Баїя-Бланка, де спорудили естакаду завдовжки 800 метрів та чотири причали. Доставка нафтопродуктів на майданчик станції здійснюється по трубопроводу завдовжки 17 км.
Видача продукції відбувається по ЛЕП, розрахованим на роботу під напругою 500 кВ (за одним проектом із ТЕС спорудили лінії електропередач завдовжки 681 км).
Фінансування проекту здійснили за рахунок державних (70%) та приватних (30%) коштів. Управління її діяльністю здійснює компанія AES Argentina, що є дочірньою структурою американської електроенергетичної корпорації AES.